# Distrito municipal de Viršuliškės
Distrito municipal de Viršuliškės es un distrito municipal perteneciente a la ciudad de Vilna y organizado administrativamente en un barrio (Viršuliškės). El distrito se limita con los distritos municipales de Pilaitė, Justiniškės, Šeškinė y Karoliniškės.

## Barrios
El distrito está formado por el siguiente barrioː
- Viršuliškės

## Galería

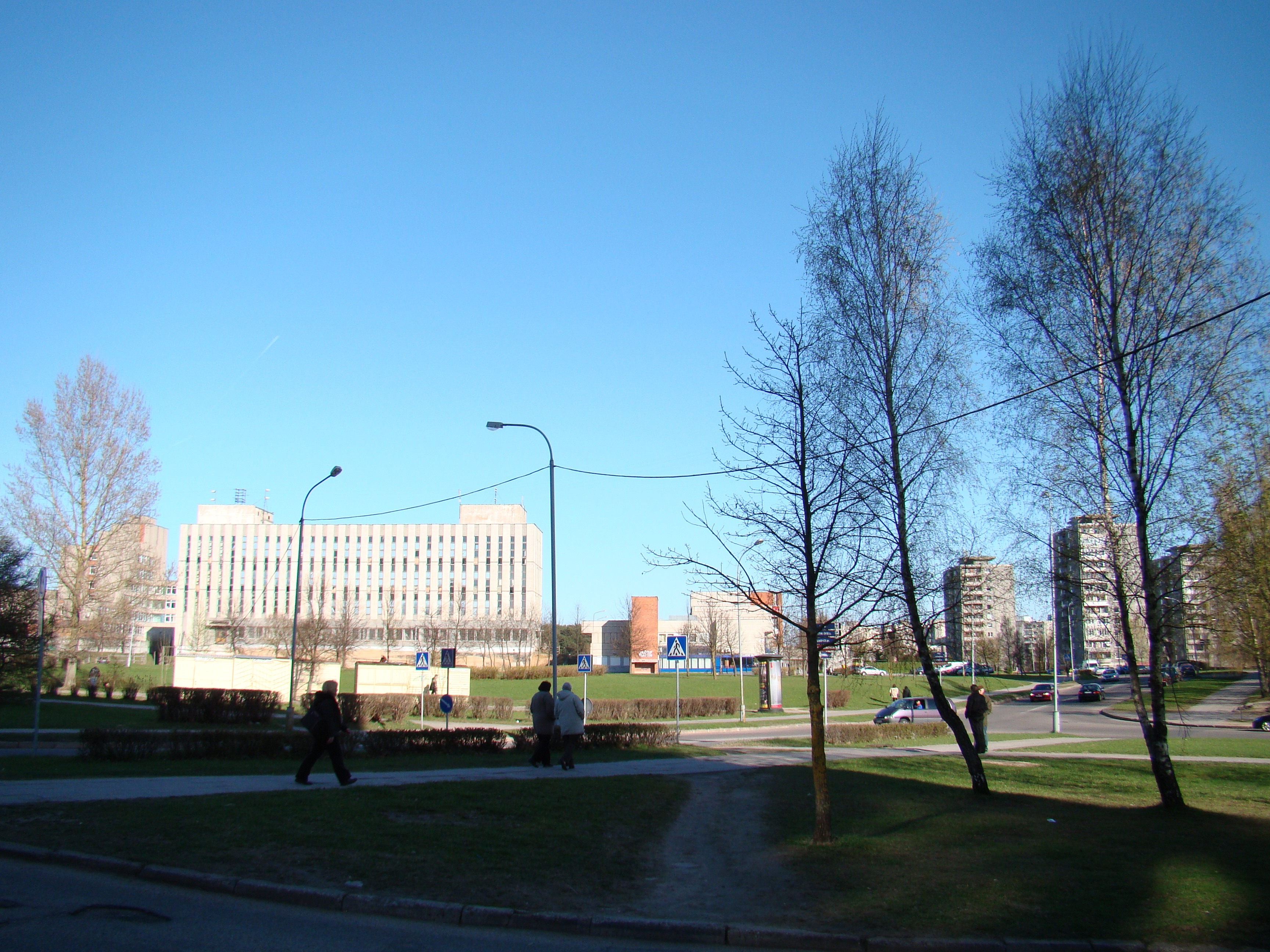
Calle de Viršuliškės
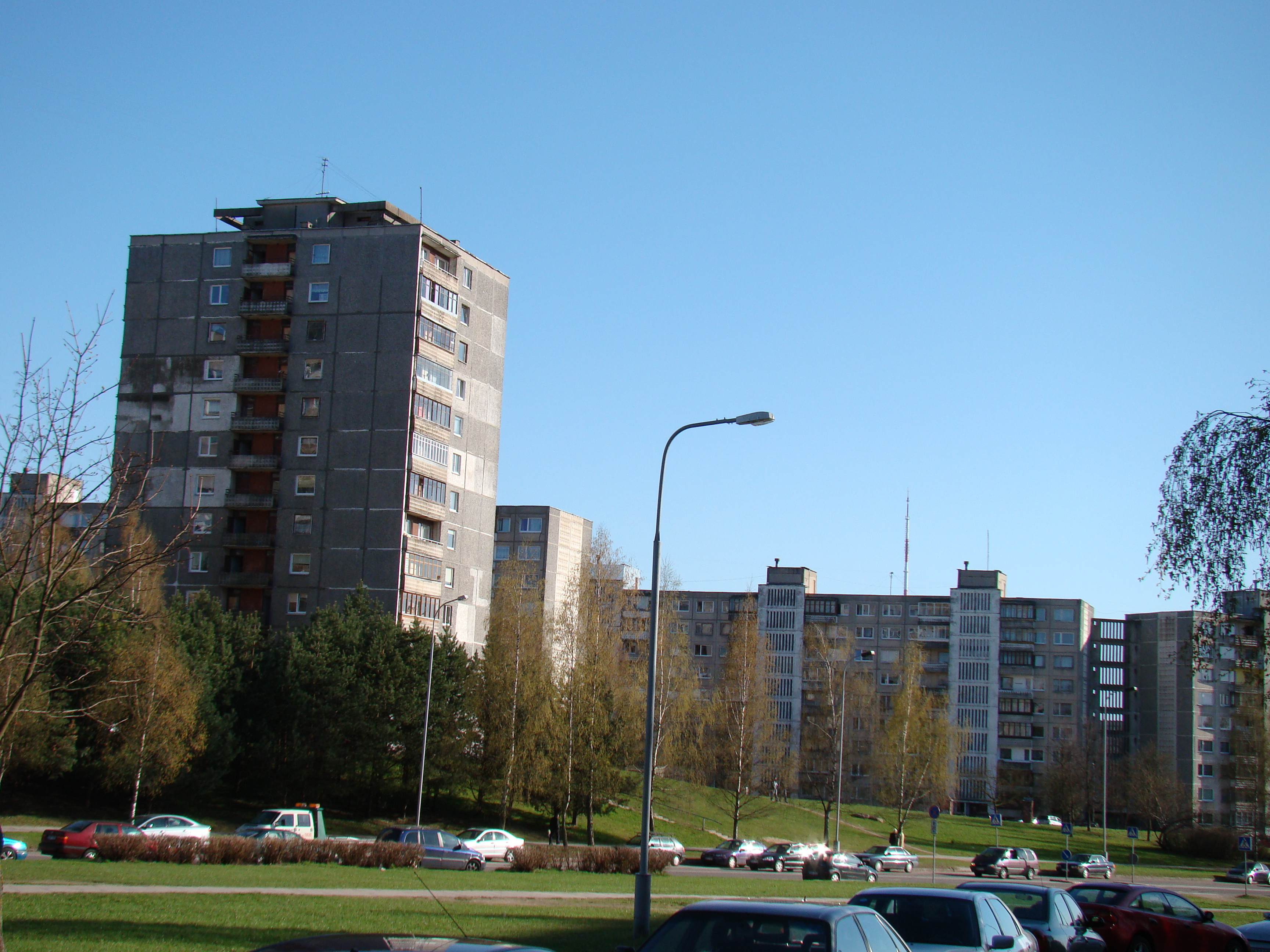
Calle de Ozas
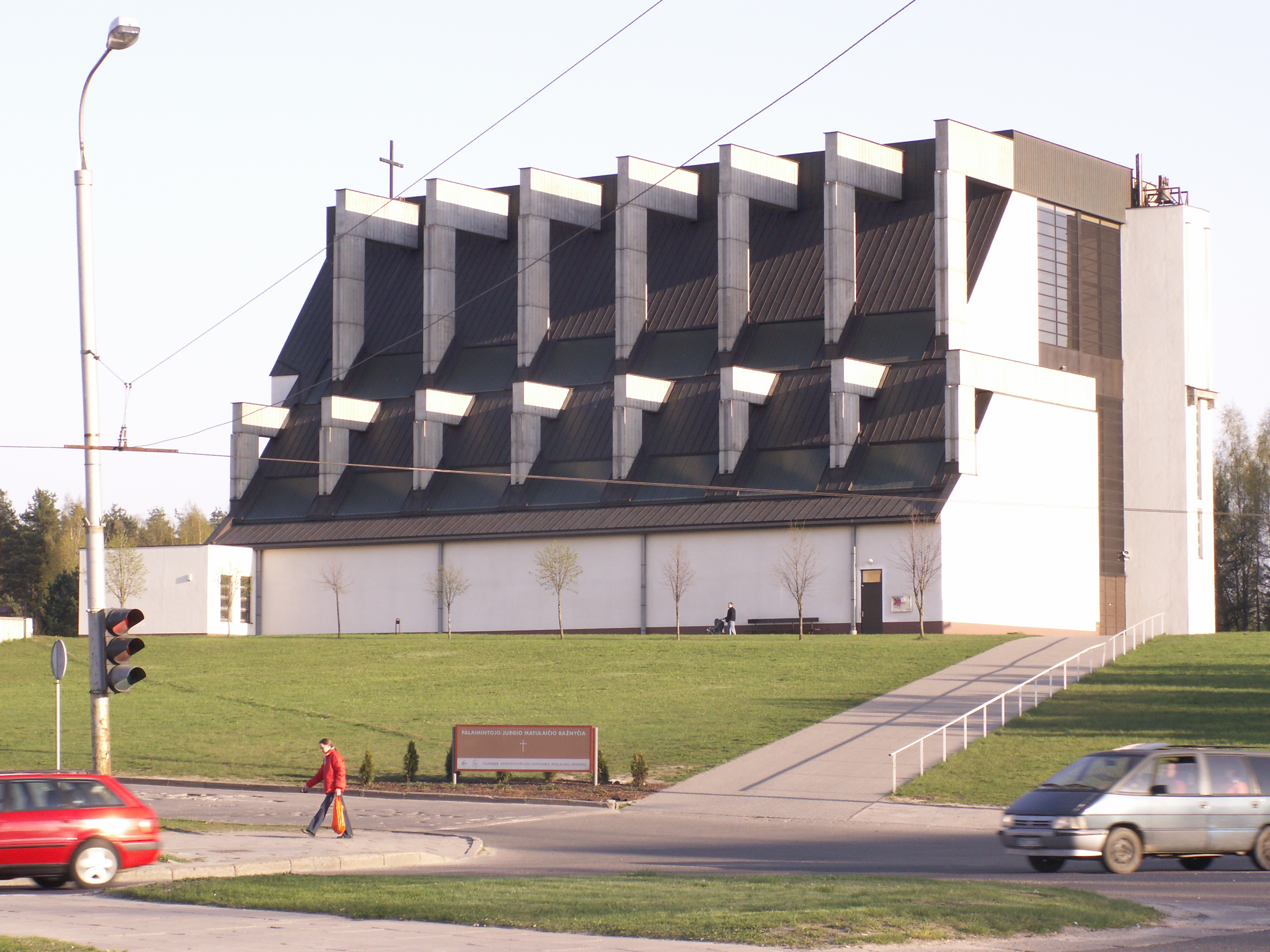
Iglesia de Bendito Jurgis Mačiulaitis